# Refuge de l'Onda
Il refuge de l'Onda è un rifugio alpino che si trova nel comune di Vivario, in Corsica, a 1.430 m d'altezza nella piccola valle del torrente Manganello, tributario del Vecchio, ai piedi del Monte d'Oro (2.389 m). Il rifugio ha una capienza di 15 posti.